# Премія «Срібна стрічка» за найкращу режисерську роботу
Премія «Срібна стрічка» за найкращу режисерську роботу (італ. Premio Nastro d'argento per miglior regia) — щорічна кінопремія, яку з 1946 року присуджує заснована того ж року Італійська національна асоціація кіножурналістів (італ. Sindacato Nazionale dei Giornalisti Cinematografici Italiani). З 1946 по 1956 рік премії вручали за фінансовий рік, з 1957 року — за календарний рік. Під час перших трьох вручень існувала також премія «За найкращий фільм», але оскільки адресати цих двох номінацій збігалися, її було скасовано.

## Лауреати
З 1946 по 2015 рік усього було вручено 75 премій, її володарями став 41 режисер (творчий дует братів Тавіані вважається як один переможець). П'ять разів премія вручалася відразу двом режисерам за рік. Найчастіше лауреатом премії ставав Федеріко Фелліні — він став семиразовим лауреатом премії «Срібна стрічка» за найкращу режисуру. По чотири рази премію отримували Джанні Амеліо, Лукіно Вісконті і Джузеппе Торнаторе. Тричі лауреатами премії ставали Мікеланджело Антоніоні, Паоло Вірдзі, Нанні Моретті та Паоло Соррентіно.

### 1940-ві

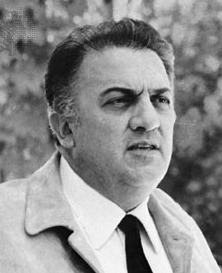
Федеріко Фелліні, семиразовий лауреат премії

- 1946
  - Алессандро Блазетті — «Один день в житті» / Un giorno nella vita
  - Вітторіо Де Сіка — «Шуша» / Shoeshine
- 1947 — Роберто Росселліні — «Пайза» / Paisan
- 1948
  - Альберто Латтуада — «Злочин Джованні Епіскопо» / Il delitto di Giovanni Episcopo
  - Джузеппе Де Сантіс — «Трагічне полювання» / Caccia tragica
- 1949 — Вітторіо Де Сіка — «Викрадачі велосипедів» / Ladri di biciclette

### 1950-ті
- 1950 — Аугусто Дженіна — «Небо на болоті» / Cielo sulla palude
- 1951 — Алессандро Блазетті — «Його величність мосьє Дюпон» / Prima comunione
- 1952 — Ренато Кастеллані — «Два гроші надії» / Due soldi di speranza
- 1953 — Луїджі Дзампа — «Процес над містом» / Processo alla città
- 1954 — Федеріко Фелліні — «Мамині синочки» / I Vitelloni
- 1955 — Федеріко Фелліні — «Доро́га» / La Strada
- 1956 — Мікеланджело Антоніоні — «Подруги» / Le Amiche
- 1957 — П'єтро Джермі — «Машиніст» / Il ferroviere
- 1958 — Федеріко Фелліні — «Ночі Кабірії» / Le notti di Cabiria
- 1959 — П'єтро Джермі — «Безхарактерний чоловік» / L'uomo di paglia

### 1960-ті
- 1960 — Роберто Росселліні — «Генерал Делла Ровере» / General della Rovere
- 1961 — Лукіно Вісконті — «Рокко та його брати» / Rocco and His Brothers
- 1962 — Мікеланджело Антоніоні — «Ніч» / La Notte
- 1963
  - Нанні Лой — «Чотири дні Неаполя» / Le quattro giornate di Napoli 
  - Франческо Розі — «Сальваторе Джуліано» / Salvatore Giuliano
- 1964 — Федеріко Фелліні — «Вісім з половиною» / 8½
- 1965 — П'єр Паоло Пазоліні — «Євангеліє від Матвія» / Il Vangelo secondo Matteo
- 1966 — Антоніо П'єтранджелі — «Я її добре знав» / Io la conoscevo bene
- 1967 — Джилло Понтекорво — «Битва за Алжир» / La battaglia di Algeri
- 1968 — Еліо Петрі — «Кожному — своє» / A ciascuno il suo
- 1969 — Франко Дзефіреллі — «Ромео і Джульєтта» / Romeo e Giulietta

### 1970-ті
- 1970 — Лукіно Вісконті — «Загибель богів» / La caduta degli dei
- 1971 — Еліо Петрі — «Слідство у справі громадянина поза всякими підозрами» / Indagine su un cittadino al di sopra di ogni sospetto
- 1972 — Лукіно Вісконті — «Смерть у Венеції» / Morte a Venezia
- 1973 — Бернардо Бертолуччі — «Останнє танго в Парижі» / Ultimo tango a Parigi
- 1974 — Федеріко Фелліні — «Амаркорд» / Amarcord
- 1975 — Лукіно Вісконті — «Сімейний портрет в інтер'єрі» / Gruppo di famiglia in un interno
- 1976 — Мікеланджело Антоніоні — «Професія: репортер» / Professione: reporter
- 1977 — Валеріо Дзурліні — «Пустеля Тартарі» / Il deserto dei Tartari
- 1978 — Паоло та Вітторіо Тавіані — «Батько-хазяїн» / Padre Padrone
- 1979 — Ерманно Ольмі — «Дерево для черевиків» / L'albero degli zoccoli

### 1980-ті
- 1980 — Федеріко Фелліні — Місто жінок / La città delle donne
- 1981 — Франческо Розі — «Три брати» / Tre fratelli
- 1982 — Марко Феррері — «Історія звичайного безумства» / Storie di ordinaria follia
- 1983 — Паоло та Вітторіо Тавіані — «Ніч Святого Лоренцо» / La notte di San Lorenzo
- 1984
  - Пупі Аваті — «Студентський похід» / Una gita scolastica
  - Федеріко Фелліні — «І корабель пливе…» / E la nave va
- 1985 — Серджо Леоне — «Одного разу в Америці» / Once Upon a Time in America
- 1986 — Маріо Монічеллі — «Сподіваємося, що буде дівчинка» /Speriamo che sia femmina
- 1987 — Етторе Скола — «Сім'я» / La famiglia
- 1988 — Бернардо Бертолуччі — «Останній імператор» / The Last Emperor
- 1989 — Ерманно Ольмі — «Легенда про святого пияка» / La leggenda del santo bevitore

### 1990-ті
- 1990 — Пупі Аваті — «Історія хлопчиків і дівчаток» / Storia di ragazzi e di ragazze
- 1991 — Джанні Амеліо — «Відкриті двері» / Porte aperte
- 1992 — Габріеле Сальваторес — «Середземне море» / Mediterraneo
- 1993 — Джанні Амеліо — «Викрадач дітей» / Il ladro di bambini
- 1994 — Нанні Моретті — «Дорогий щоденник» / Caro diario
- 1995 — Джанні Амеліо — «Ламерика» / Lamerica
- 1996 — Джузеппе Торнаторе — «Фабрика зірок» / L'uomo delle stelle
- 1997 — Мауріціо Нікетті — «Зворотній бік місяця» / Luna e l'altra
- 1998 — Роберто Беніньї — «Життя прекрасне» / La vita è bella
- 1999 — Джузеппе Торнаторе — «Легенда про піаніста» / La leggenda del pianista sull'oceano

### 2000-ні
- 2000 — Сільвіо Сольдіні — «Хліб і тюльпани» / Pane e tulipani
- 2001 — Нанні Моретті — «Кімната сина» / La stanza del figlio
- 2002 — Марко Беллоккьо — «Посмішка моєї матері» / L'ora di religione
- 2003 — Габріеле Сальваторес — «Я не боюся» / Io non ho paura
- 2004 — Марко Тулліо Джордана — «Найкращі роки молодості» / La meglio gioventù
- 2005 — Джанні Амеліо — «Ключі від будинку»/ Le chiavi di casa
- 2006 — Мікеле Плачідо — «Кримінальний роман» / Romanzo Criminale
- 2007 — Джузеппе Торнаторе — «Незнайомка» / La sconosciuta
- 2008 — Паоло Вірдзі — «Усе життя попереду» / Tutta la vita davanti
- 2009 — Паоло Соррентіно — «Дивовижний» / Il Divo

### 2010-ті

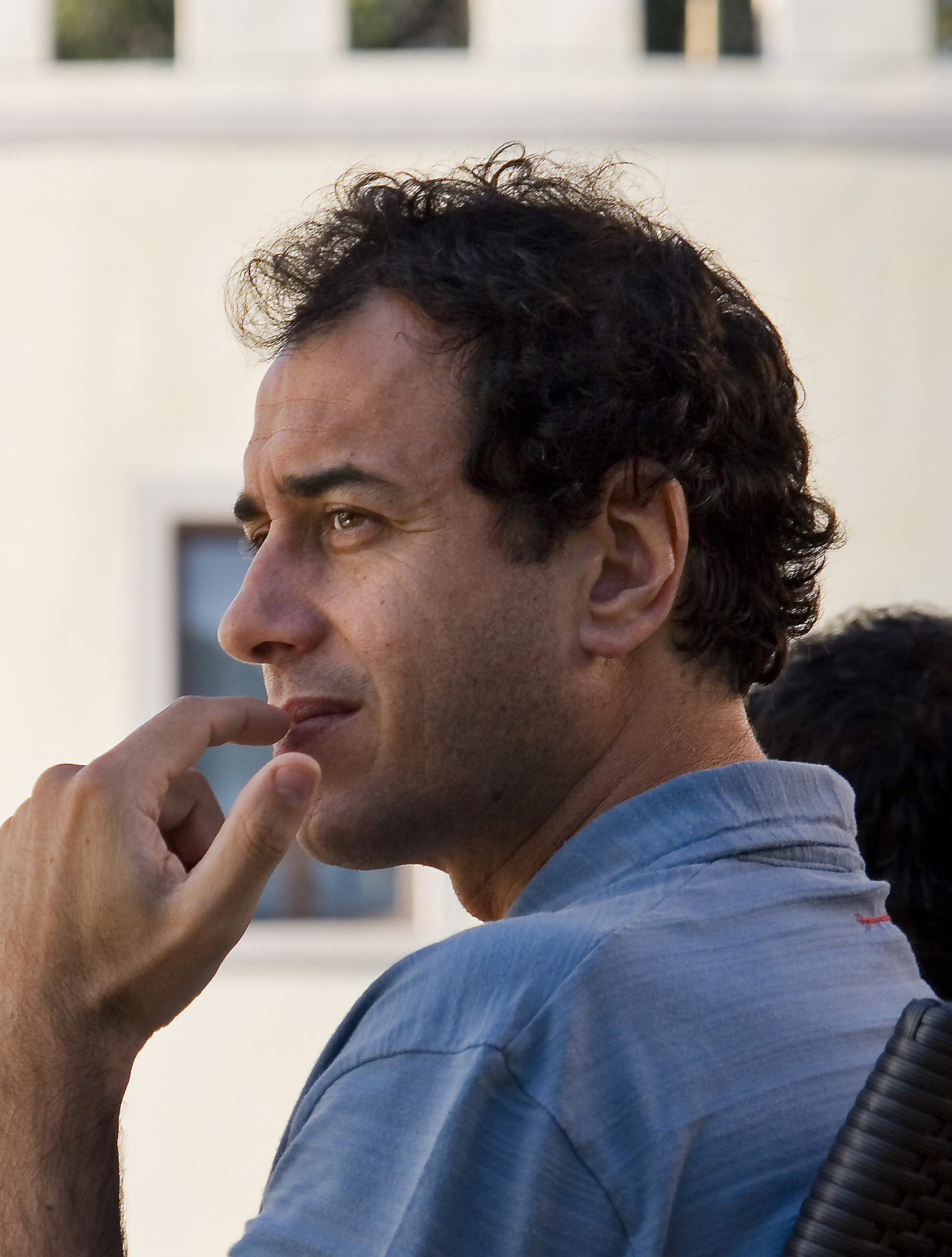
Маттео Ґарроне

- 2010 — Паоло Вірдзі — «Перше прекрасне» /  La prima cosa bella
- 2011 — Нанні Моретті — «У нас є Папа» / Habemus Papam
- 2012 — Паоло Соррентіно — «Де б ти не був» / This Must Be the Place
- 2013 — Джузеппе Торнаторе — «Найкраща пропозиція» / La migliore offerta
- 2014 — Паоло Вірдзі — «Ціна людини» / Il capitale umano
- 2015 — Паоло Соррентіно — «Юність» / Youth
- 2016 — Паоло Вірдзі — «Як навіжені» / La pazza gioia
- 2017 — Джанні Амеліо — «Ніжність» / La tenerezza
- 2018 — Маттео Ґарроне — «Догмен» / Dogman
- 2019 — Марко Беллокйо — «Зрадник» / Il traditore